# Забрђе (Угљевик)
Забрђе је насељено мјесто у општини Угљевик, Република Српска, БиХ. Према попису становништва из 1991. у насељу је живјело 1.725 становника.

## Географија
Насеље се налази на источним падинама планине Мајевице.

## Историја
Забрђе је након доласка Аустроугарске, постало центар истоимене општине. Након Другог свјетског рата, центар општине се преноси у Стари Угљевик, а послије тога, 1980. године у новоизграђено насеље Нови Угљевик. Подјела села је на Горње, Средње и Доње Забрђе, као и засеоке Посавци и Марићи.
У Доњем Забрђу је рођен Митар Максимовић Мандо.

## Становништво
| Националност       | 2013. | 1991. | 1981. | 1971. | 1961. |
| Срби               |       | 1.715 | 1.907 | 1.707 | 1.612 |
| Југословени        |       | 7     | 27    |       |       |
| Хрвати             |       | 3     | 4     | 4     |       |
| Црногорци          |       |       | 1     |       |       |
| остали и непознато |       |       | 16    | 2     | 3     |
| Укупно             | 171   | 1.725 | 1.955 | 1.713 | 1.615 |

| Демографија (општина Забрђе) | Демографија (општина Забрђе) | Демографија (општина Забрђе) |
| Година                       | Становника                   | Становника                   |
| ---------------------------- | ---------------------------- | ---------------------------- |
| 1948.                        | 2.252                        |                              |
| 1953.                        | 6.205                        |                              |
| 1961.                        | 1.615                        |                              |
| 1971.                        | 1.713                        |                              |
| 1981.                        | 1.955                        |                              |
| 1991.                        | 1.725                        |                              |
| 2013.                        | 171                          |                              |

## Знамените личности
- Митар Максимовић Мандо